# Canton du Neubourg
Le canton du Neubourg est une circonscription électorale française située dans le département de l'Eure et la région Normandie.

## Histoire
Le canton du Neubourg a été créé en 1790.
Un nouveau découpage territorial du département de l'Eure entre en vigueur à l'occasion des élections départementales de mars 2015, défini par le décret du 25 février 2014, en application des lois du 17 mai 2013 (loi organique 2013-402 et loi 2013-403). Les conseillers départementaux sont, à compter de ces élections, élus au scrutin majoritaire binominal mixte. Les électeurs de chaque canton élisent au Conseil départemental, nouvelle appellation du Conseil général, deux membres de sexe différent, qui se présentent en binôme de candidats. Les conseillers départementaux sont élus pour 6 ans au scrutin binominal majoritaire à deux tours, l'accès au second tour nécessitant 12,5 % des inscrits au 1er tour. En outre la totalité des conseillers départementaux est renouvelée. Ce nouveau mode de scrutin nécessite un redécoupage des cantons dont le nombre est divisé par deux avec arrondi à l'unité impaire supérieure si ce nombre n'est pas entier impair, assorti de conditions de seuils minimaux. Dans l'Eure, le nombre de cantons passe ainsi de 43 à 23. Le nombre de communes du canton du Neubourg passe de 24 à 44.
Le nouveau canton du Neubourg est formé de communes des anciens cantons de Évreux-Nord (13 communes), du Neubourg (20 communes), de Gaillon-Campagne (1 commune), de Cormeilles (1 commune), de Bourgtheroulde-Infreville (1 commune), d'Amfreville-la-Campagne (6 communes), de Louviers-Sud (1 commune), de Pacy-sur-Eure (1 commune). Avec ce redécoupage administratif, le territoire du canton s'affranchit des limites d'arrondissements, avec 34 communes incluses dans l'arrondissement d'Évreux et deux dans l'arrondissement des Andelys et une dans celui de Bernay. Le bureau centralisateur est situé au Neubourg.

## Géographie
Ce canton est organisé autour du Neubourg dans les arrondissements d'Évreux, des Andelys et de Bernay. Son altitude varie de 25 m (Hondouville) à 164 m (Vraiville).

## Représentation

### Conseillers d'arrondissement (de 1833 à 1940)
Le canton du Neubourg avait deux conseillers d'arrondissement jusqu'en 1928.
Il appartenait à l'arrondissement de Louviers jusqu'à sa disparition en 1926.
| Période                                  | Période      | Identité                                         | Étiquette                | Qualité |
| ---------------------------------------- | ------------ | ------------------------------------------------ | ------------------------ | --- |
| 1833                                     | 1839         | M. Dupont                                        |                          | Maire d'Hondouville                                                                                         |
| 1833                                     | 1838         | Robert Modeste Paturel                           |                          | Maire du Neubourg                                                                                           |
| 1839                                     | 1848         | Eugène Decoularé-Delafontaine (1814-1890)        |                          | Négociant, maire de Cesseville                                                                              |
| 1839                                     |              | Louis Placide Félix Véron (1798-1864)            |                          | Avocat, suppléant du juge de paix, conseiller municipal du Neubourg                                         |
| 1852                                     |              | François-Victor Viger                            |                          | Notaire, suppléant du juge de paix au Neubourg                                                              |
|                                          |              |                                                  |                          | |
|                                          | 1876 (décès) | Pierre Jean-Baptiste Désiré Bucaille (1797-1876) |                          | Marchand et propriétaire au Neubourg                                                                        |
| 1877                                     | 1880         | M. Mery                                          |                          | |
| 1880                                     | 1886         | M. Lenoble                                       |                          | Propriétaire à Iville                                                                                       |
| 1880                                     | 1891 (décès) | Pierre Martin Briosne (1815-1891)                |                          | Propriétaire au Troncq                                                                                      |
| 1886                                     | 1908 (décès) | Eugène-Alexandre Poussin                         | Républicain              | Manufacturier, maire de La Croix-Saint-Leufroy                                                              |
| 1891                                     | 1896 (décès) | Just-Alexandre Halley (1833-1896)                | Républicain              | Maire de Saint-Aubin-d'Ecrosville (1866-?)                                                                  |
| 1896                                     | 1919         | Arthur-Bénoni Ferrand                            | Républicain puis Rad.    | Maire du Neubourg, Président du comice agricole                                                             |
| 1908                                     | 1911 (décès) | M. Poussin                                       | Rad.                     | Médecin-chef de l'hôpital du Neubourg, Président du Conseil d'arrondissement                                |
| 10 septembre 1911                        | 1912 (décès) | Paul Larcier (1862-1912)                         | Républicain progressiste | Agriculteur, maire de Crosville-la-Vieille                                                                  |
| 1913                                     | 1919         | M. Garnier                                       | Union nationale          | Médecin |
| 1919                                     | 1928         | Charles Sailly                                   | Union des gauches        | Maire d'Épégard                                                                                             |
| 1919                                     | 1934         | Alexandre Duval                                  | Union nationale          | Notaire au Neubourg - Député (1919-1932 et 1934-1942), maire de Villettes (1919-1943)                       |
| 1934                                     | 1940         | Clodomir Hervieu                                 | Union nationale          | Fermier au Neubourg                                                                                         |
| 1940                                     |              |                                                  |                          | Les conseils d'arrondissement ont été suspendus par la loi du 12 octobre 1940 et n'ont jamais été réactivés |
| Les données manquantes sont à compléter. |              |                                                  |                          | |

### Conseillers généraux de 1833 à 2015
| Période                                  | Période          | Identité                                                         | Étiquette        | Qualité                                                                                   |
| ---------------------------------------- | ---------------- | ---------------------------------------------------------------- | ---------------- | ----------------------------------------------------------------------------------------- |
| 1833                                     | 1838             | M. Bidault père                                                  |                  | Propriétaire au Neubourg                                                                  |
| 1838                                     | 1842             | Robert Modeste Paturel (1793-1858)                               |                  | Ancien notaire, maire du Neubourg, conseiller d'arrondissement                            |
| 1842                                     | 1852 (démission) | Armand Chambellan-Bidault (1797-?)                               |                  | Médecin au Neubourg Démissionne pour refus de prêter serment à l'Empereur Napoléon III    |
| 1852                                     | 1860 (décès)     | Charles Casimir Théodore, Marquis de Toustain-Limest (1795-1860) |                  | Lieutenant de vénerie Propriétaire à Canappeville                                         |
| 1860                                     | 1868             | Nicolas-François Huet                                            |                  | Maire d'Évreux, président honoraire du tribunal civil d'Évreux                            |
| 1868                                     | 1871             | Eugène Janvier de la Motte                                       | Bonapartiste     | Ancien Préfet de l'Eure (1856-1868) Député (1876-1884)                                    |
| 1871                                     | 1877             | François Ozanne                                                  | Droite           | Notaire honoraire                                                                         |
| 1877                                     | 1907             | François Eugène Picard                                           | Républicain Rad. | Natif de Daubeuf-la-Campagne                                                              |
| 1907                                     | 1919             | Edmond de La Haye-Jousselin (1873-1949)                          | Conservateur     | Chef de nom et d'armes, propriétaire à Paris Châtelain, maire de Saint-Aubin-d'Écrosville |
| 1919                                     | 1929 (décès)     | Arthur Bénoni Ferrand (1853-1929)                                | Rad.             | Maire du Neubourg (1892-1929), conseiller d'arrondissement                                |
| 1929                                     | 1940             | Ernest Neuville                                                  | RG puis Rad.     | Enseignant et propriétaire-agriculteur Sénateur (1930-1939)                               |
|                                          |                  |                                                                  |                  |                                                                                           |
| 1945                                     | 1955 (décès)     | Octave Bonnel (1880-1955)                                        | Rad.             | Forgeron, charron Maire du Neubourg (1929-1955)                                           |
| 1955                                     | 1967 (démission) | Gaston Lefebvre (1898-1974)                                      | RGR              | Adjoint au maire du Neubourg                                                              |
| 1967                                     | 1991 (décès)     | Christian Meunier (1930-1991)                                    | DVD puis UDF     | Notaire, adjoint au maire du Neubourg Suppléant du député Rémy Montagne (1973-1978)       |
| 1991                                     | 2015             | Jean-Paul Legendre                                               | UDF puis UMP     | Avocat Maire d'Iville depuis 1981                                                         |
| Les données manquantes sont à compléter. |                  |                                                                  |                  |                                                                                           |

### Conseillers départementaux depuis 2015
| Période élective | Période élective | Mandat | Mandat   | Identité              | Nuance | Nuance | Qualité |
| ---------------- | ---------------- | ------ | -------- | --------------------- | ------ | ------ | --- |
| 2015             | 2021             | 2015   | 2021     | Jean-Paul Legendre    |        | LR     | Maire d'Iville, Président de la Communauté de Communes Premier vice-président du Conseil départemental chargé des affaires générales, des finances, de l'évaluation des politiques publiques et de l'équilibre des territoires - Rapporteur général du budget Président du groupe minoritaire "Eure-Avenir" |
| 2015             | 2021             | 2015   | 2021     | Martine Saint-Laurent |        | DVD    | Maire de Houetteville 12e vice-présidente du Conseil départemental chargée du patrimoine historique, de la lecture publique et des archives départementales. |
| 2021             | 2028             | 2021   | en cours | Jean-Paul Legendre    |        | LR     | Maire d'Iville, Président de la Communauté de Communes 6e Vice-président (LR) du conseil départemental, chargé du monde agricole, de la ruralité et du bien-être animal, rapporteur général du budget, Président de l'Union départementale des Maires                                                       |
| 2021             | 2028             | 2021   | en cours | Martine Saint-Laurent |        | DVD    | Maire de Houetteville 13e Vice-présidente (DVD) du conseil départemental, chargée de la famille, de la protection de l’enfance et de l’égalité femme/homme |

### Résultats détaillés

#### Élections de mars 2015
À l'issue du 1er tour des élections départementales de 2015, deux binômes sont en ballottage : Jean-Paul Legendre et Martine Saint-Laurent (Union de la Droite, 40,69 %) et Viviane Funerot et Alexis Toulet (FN, 35,79 %). Le taux de participation est de 51,47 % (8 315 votants sur 16 155 inscrits) contre 50,53 % au niveau départemental et 50,17 % au niveau national.
Au second tour, Jean-Paul Legendre et Martine Saint-Laurent (Union de la Droite) sont élus avec 60,79 % des suffrages exprimés et un taux de participation de 52,04 % (4 731 voix pour 8 408 votants et 16 156 inscrits).

#### Élections de juin 2021
Le premier tour des élections départementales de 2021 est marqué par un très faible taux de participation (33,26 % au niveau national). Dans le canton du Neubourg, ce taux de participation est de 33,47 % (5 738 votants sur 17 146 inscrits) contre 33,02 % au niveau départemental. À l'issue de ce premier tour, deux binômes sont en ballottage : Jean-Paul Legendre et Martine Saint-Laurent (Divers, 48,73 %) et Mélanie Crosnier et Christophe Dupre (RN, 26,13 %).
Le second tour des élections est marqué une nouvelle fois par une abstention massive équivalente au premier tour. Les taux de participation sont de 34,3 % au niveau national, 32,76 % dans le département et 32,57 % dans le canton du Neubourg. Jean-Paul Legendre et Martine Saint-Laurent (Divers) sont élus avec 68,43 % des suffrages exprimés (3 510 voix pour 5 583 votants et 17 142 inscrits),,.

## Composition

### Composition avant 2015
Le canton du Neubourg regroupait vingt-quatre communes.
| Nom                        | Code Insee | Codepostal | Superficie (km2) | Population (dernière pop. légale) | Densité (hab./km2) |
| -------------------------- | ---------- | ---------- | ---------------- | --------------------------------- | ------------------ |
| Le Neubourg (chef-lieu)    | 27428      | 27110      | 9,91             | 4 141 (2012)                      | 418                |
| Bérengeville-la-Campagne   | 27055      | 27110      | 9,19             | 302 (2012)                        | 33                 |
| Canappeville               | 27127      | 27400      | 10,37            | 656 (2012)                        | 63                 |
| Cesseville                 | 27135      | 27110      | 6,57             | 452 (2012)                        | 69                 |
| Crestot                    | 27185      | 27110      | 6,31             | 451 (2012)                        | 71                 |
| Criquebeuf-la-Campagne     | 27187      | 27110      | 7,75             | 263 (2012)                        | 34                 |
| Crosville-la-Vieille       | 27192      | 27110      | 7,74             | 568 (2012)                        | 73                 |
| Daubeuf-la-Campagne        | 27201      | 27110      | 6,34             | 231 (2012)                        | 36                 |
| Écauville                  | 27212      | 27110      | 3,35             | 115 (2012)                        | 34                 |
| Ecquetot                   | 27215      | 27110      | 5,74             | 375 (2012)                        | 65                 |
| Épégard                    | 27219      | 27110      | 4,41             | 541 (2012)                        | 123                |
| Épreville-près-le-Neubourg | 27224      | 27110      | 7,73             | 508 (2012)                        | 66                 |
| Feuguerolles               | 27241      | 27110      | 8,20             | 181 (2012)                        | 22                 |
| Hectomare                  | 27327      | 27110      | 2,05             | 228 (2012)                        | 111                |
| Houetteville               | 27342      | 27400      | 6,85             | 213 (2012)                        | 31                 |
| Iville                     | 27354      | 27110      | 8,81             | 488 (2012)                        | 55                 |
| Marbeuf                    | 27389      | 27110      | 8,48             | 406 (2012)                        | 48                 |
| Saint-Aubin-d'Écrosville   | 27511      | 27110      | 14,60            | 674 (2012)                        | 46                 |
| Le Tremblay-Omonville      | 27658      | 27110      | 5,41             | 326 (2012)                        | 60                 |
| Le Troncq                  | 27663      | 27110      | 4,59             | 164 (2012)                        | 36                 |
| Venon                      | 27677      | 27110      | 5,07             | 365 (2012)                        | 72                 |
| Villettes                  | 27692      | 27110      | 6,87             | 178 (2012)                        | 26                 |
| Villez-sur-le-Neubourg     | 27695      | 27110      | 4,82             | 271 (2012)                        | 56                 |
| Vitot                      | 27698      | 27110      | 4,69             | 529 (2012)                        | 113                |

### Composition à partir de 2015
Le nouveau canton du Neubourg comprenait quarante-quatre communes entières à sa création.
Le 1er janvier 2016, les communes du Gros-Theil et de Saint-Nicolas-du-Bosc fusionnent pour constituer la commune nouvelle du Bosc du Theil, le nombre de communes du canton descend à 43.
| Nom                                 | Code Insee | Intercommunalité              | Superficie (km2) | Population (dernière pop. légale) | Densité (hab./km2) | Modifier                                    |
| ----------------------------------- | ---------- | ----------------------------- | ---------------- | --------------------------------- | ------------------ | ------------------------------------------- |
| Le Neubourg (bureau centralisateur) | 27428      | CC du Pays du Neubourg        | 9,91             | 4 251 (2022)                      | 429                | modifier les données · modifier les données |
| Bacquepuis                          | 27033      | CC du Pays du Neubourg        | 5,09             | 307 (2022)                        | 60                 | modifier les données · modifier les données |
| Bérengeville-la-Campagne            | 27055      | CC du Pays du Neubourg        | 9,19             | 330 (2022)                        | 36                 | modifier les données · modifier les données |
| Bernienville                        | 27057      | CC du Pays du Neubourg        | 7,81             | 295 (2022)                        | 38                 | modifier les données · modifier les données |
| Le Bosc du Theil                    | 27302      | CC du Pays du Neubourg        | 20,11            | 1 314 (2022)                      | 65                 | modifier les données · modifier les données |
| Brosville                           | 27118      | CC du Pays du Neubourg        | 7,20             | 647 (2022)                        | 90                 | modifier les données · modifier les données |
| Canappeville                        | 27127      | CC du Pays du Neubourg        | 10,37            | 704 (2022)                        | 68                 | modifier les données · modifier les données |
| Cesseville                          | 27135      | CC du Pays du Neubourg        | 6,57             | 443 (2022)                        | 67                 | modifier les données · modifier les données |
| Crestot                             | 27185      | CC du Pays du Neubourg        | 6,31             | 544 (2022)                        | 86                 | modifier les données · modifier les données |
| Criquebeuf-la-Campagne              | 27187      | CC du Pays du Neubourg        | 7,75             | 351 (2022)                        | 45                 | modifier les données · modifier les données |
| Crosville-la-Vieille                | 27192      | CC du Pays du Neubourg        | 7,74             | 610 (2022)                        | 79                 | modifier les données · modifier les données |
| Daubeuf-la-Campagne                 | 27201      | CC du Pays du Neubourg        | 6,34             | 245 (2022)                        | 39                 | modifier les données · modifier les données |
| Écauville                           | 27212      | CC du Pays du Neubourg        | 3,35             | 114 (2022)                        | 34                 | modifier les données · modifier les données |
| Ecquetot                            | 27215      | CC du Pays du Neubourg        | 5,74             | 388 (2022)                        | 68                 | modifier les données · modifier les données |
| Émanville                           | 27217      | CC du Pays du Neubourg        | 10,76            | 544 (2022)                        | 51                 | modifier les données · modifier les données |
| Épégard                             | 27219      | CC du Pays du Neubourg        | 4,41             | 529 (2022)                        | 120                | modifier les données · modifier les données |
| Épreville-près-le-Neubourg          | 27224      | CC du Pays du Neubourg        | 7,73             | 444 (2022)                        | 57                 | modifier les données · modifier les données |
| Feuguerolles                        | 27241      | CC du Pays du Neubourg        | 8,20             | 169 (2022)                        | 21                 | modifier les données · modifier les données |
| Graveron-Sémerville                 | 27298      | CC du Pays du Neubourg        | 8,03             | 321 (2022)                        | 40                 | modifier les données · modifier les données |
| Hectomare                           | 27327      | CC du Pays du Neubourg        | 2,05             | 216 (2022)                        | 105                | modifier les données · modifier les données |
| Hondouville                         | 27339      | CC du Pays du Neubourg        | 6,88             | 813 (2022)                        | 118                | modifier les données · modifier les données |
| Houetteville                        | 27342      | CC du Pays du Neubourg        | 6,85             | 194 (2022)                        | 28                 | modifier les données · modifier les données |
| Iville                              | 27354      | CC du Pays du Neubourg        | 8,81             | 420 (2022)                        | 48                 | modifier les données · modifier les données |
| Mandeville                          | 27382      | CA Seine-Eure                 | 3,05             | 343 (2022)                        | 112                | modifier les données · modifier les données |
| Marbeuf                             | 27389      | CC du Pays du Neubourg        | 8,48             | 487 (2022)                        | 57                 | modifier les données · modifier les données |
| Le Mesnil-Fuguet                    | 27401      | CA Évreux Portes de Normandie | 3,58             | 197 (2022)                        | 55                 | modifier les données · modifier les données |
| La Pyle                             | 27482      | CC du Pays du Neubourg        | 1,69             | 157 (2022)                        | 93                 | modifier les données · modifier les données |
| Quittebeuf                          | 27486      | CC du Pays du Neubourg        | 13,45            | 654 (2022)                        | 49                 | modifier les données · modifier les données |
| Sacquenville                        | 27504      | CA Évreux Portes de Normandie | 9,97             | 1 207 (2022)                      | 121                | modifier les données · modifier les données |
| Saint-Aubin-d'Écrosville            | 27511      | CC du Pays du Neubourg        | 14,60            | 749 (2022)                        | 51                 | modifier les données · modifier les données |
| Saint-Martin-la-Campagne            | 27570      | CA Évreux Portes de Normandie | 3,52             | 101 (2022)                        | 29                 | modifier les données · modifier les données |
| Saint-Meslin-du-Bosc                | 27572      | CC du Pays du Neubourg        | 1,57             | 308 (2022)                        | 196                | modifier les données · modifier les données |
| Sainte-Colombe-la-Commanderie       | 27524      | CC du Pays du Neubourg        | 10,86            | 854 (2022)                        | 79                 | modifier les données · modifier les données |
| Le Tilleul-Lambert                  | 27641      | CC du Pays du Neubourg        | 5,83             | 265 (2022)                        | 45                 | modifier les données · modifier les données |
| Tournedos-Bois-Hubert               | 27650      | CC du Pays du Neubourg        | 7,99             | 450 (2022)                        | 56                 | modifier les données · modifier les données |
| Tourneville                         | 27652      | CA Évreux Portes de Normandie | 7,31             | 318 (2022)                        | 44                 | modifier les données · modifier les données |
| Le Tremblay-Omonville               | 27658      | CC du Pays du Neubourg        | 5,41             | 383 (2022)                        | 71                 | modifier les données · modifier les données |
| Le Troncq                           | 27663      | CC du Pays du Neubourg        | 4,59             | 170 (2022)                        | 37                 | modifier les données · modifier les données |
| Venon                               | 27677      | CC du Pays du Neubourg        | 5,07             | 389 (2022)                        | 77                 | modifier les données · modifier les données |
| Villettes                           | 27692      | CC du Pays du Neubourg        | 6,87             | 169 (2022)                        | 25                 | modifier les données · modifier les données |
| Villez-sur-le-Neubourg              | 27695      | CC du Pays du Neubourg        | 4,82             | 233 (2022)                        | 48                 | modifier les données · modifier les données |
| Vitot                               | 27698      | CC du Pays du Neubourg        | 4,69             | 559 (2022)                        | 119                | modifier les données · modifier les données |
| Vraiville                           | 27700      | CA Seine-Eure                 | 6,82             | 725 (2022)                        | 106                | modifier les données · modifier les données |
| Canton du Neubourg                  | 2715       |                               | 307,37           | 22 911 (2022)                     | 75                 | modifier les données                        |

## Démographie

### Démographie avant 2015
| 1962  | 1968  | 1975  | 1982  | 1990   | 1999   | 2006   | 2011   | 2012   |
| ----- | ----- | ----- | ----- | ------ | ------ | ------ | ------ | ------ |
| 7 590 | 7 815 | 8 458 | 9 054 | 10 104 | 10 580 | 11 504 | 12 562 | 12 626 |

### Démographie depuis 2015
En 2022, le canton comptait 22 911 habitants, en évolution de +0,93 % par rapport à 2016 (Eure : −0,25 %, France hors Mayotte : +2,11 %).
| 2013   | 2018   | 2022   |
| ------ | ------ | ------ |
| 22 218 | 22 879 | 22 911 |